# Mobilabium hamatum
Mobilabium hamatum är en orkidéart som beskrevs av Herman Montague Rucker Rupp. Mobilabium hamatum ingår i släktet Mobilabium och familjen orkidéer. Inga underarter finns listade i Catalogue of Life.